# Roeriquismo

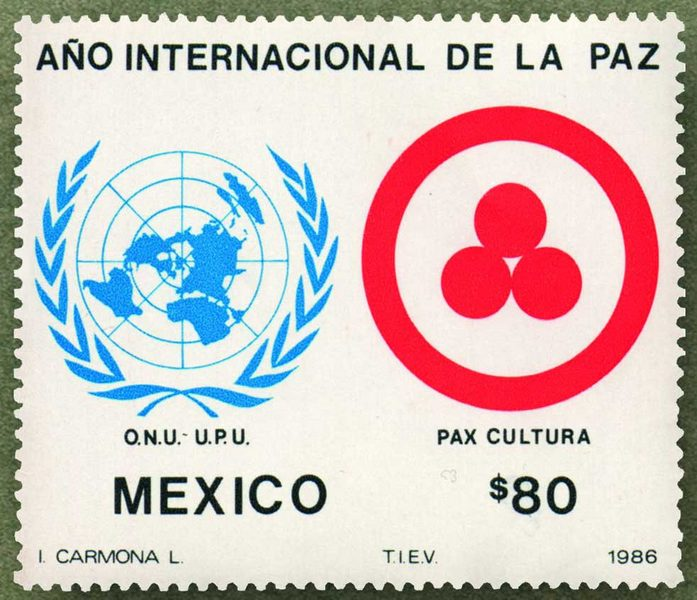
ONU y Bandera de la Paz - Símbolo del Roeriquismo: la Cultura Pax, la verdadera cultura es el "Culto de la Luz", la "Luz del Fuego", el Fuego omnipresente (Agni). Sello postal, 1986.

Roeriquismo (en ruso: Рерихи́зм, Рерихиа́нство, Ре́риховское движе́ние) es un movimiento espiritual, cultural y social que surgió en Estados Unidos en la primera mitad del siglo XX. 
El movimiento se centra en la doctrina religiosa neo-teosofía Agni Yoga, o la «Ética Viviente», transmitida por Helena Roerich y Nikolái Roerich. El Agni Yoga extrae ideas de las tradiciones de la Teosofía, religiones orientales y occidentales, vedismo y budismo, moldeándolas también con la cultura rusa. 

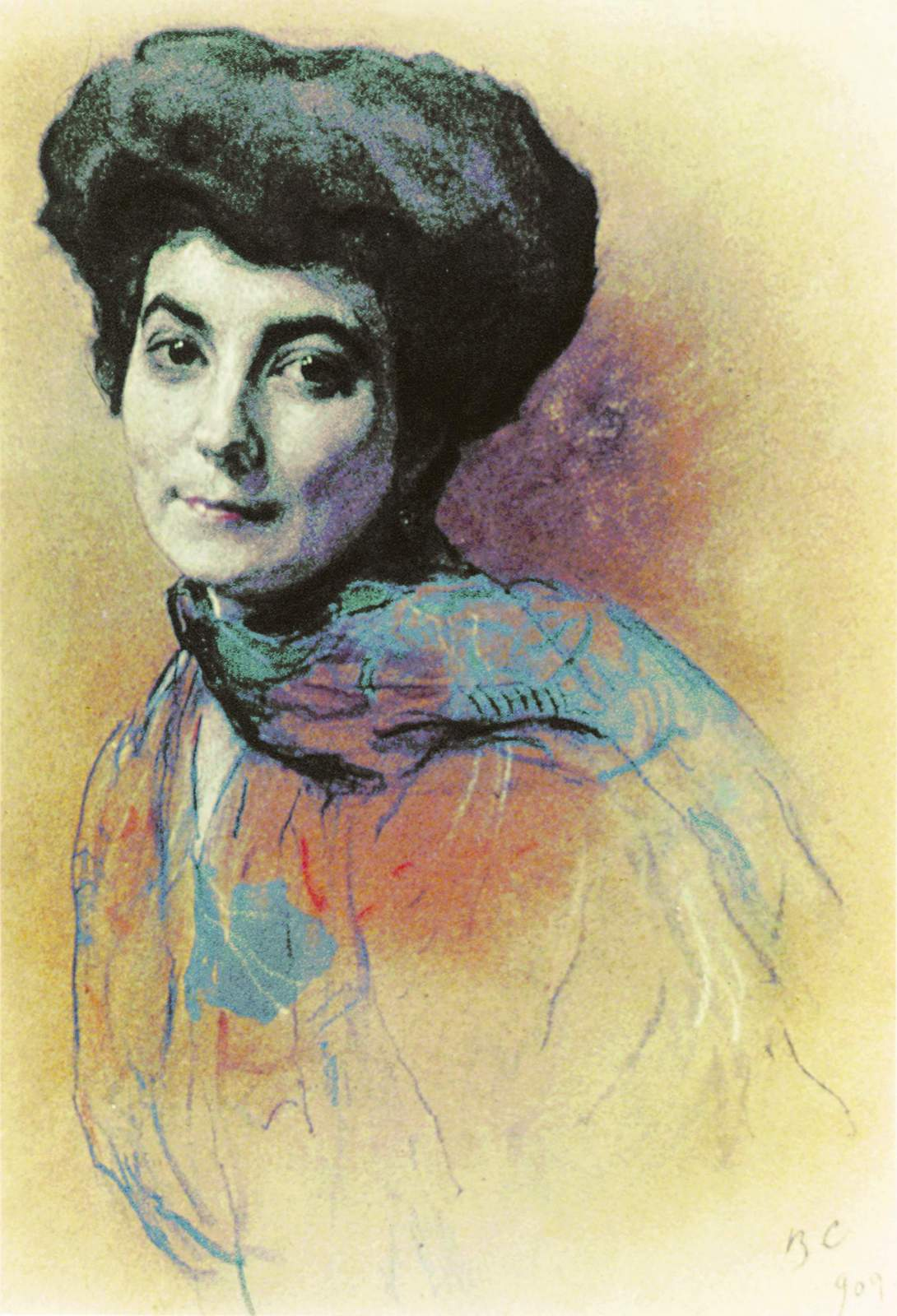
Helena Roerich, 1909, por Valentin Serov.

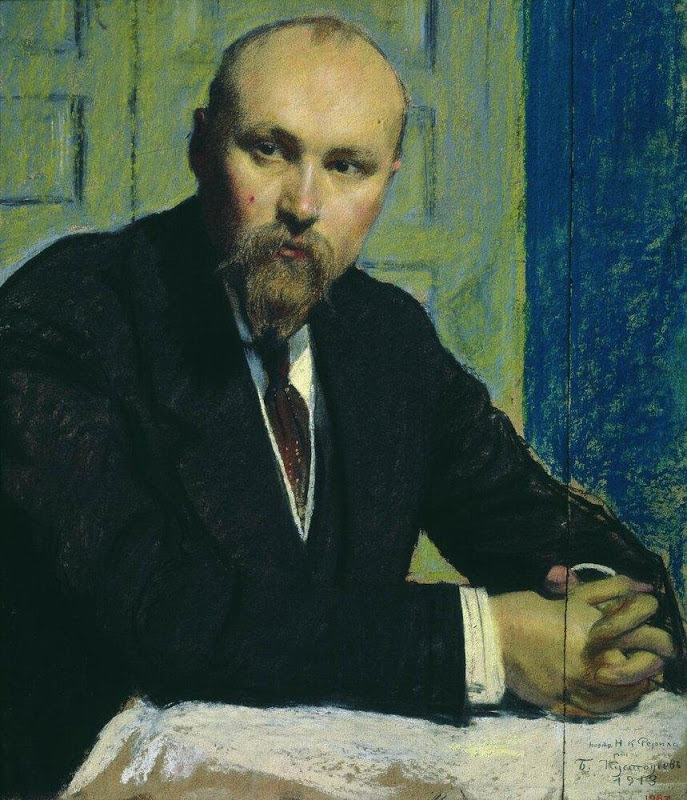
Nikolái Roerich, 1913, por Boris Kustodiev.

El roerichismo jugó un papel importante en el conocimiento de las religiones asiáticas en el mundo occidental. Este movimiento tiene un seguimiento internacional y tiene muchos miles de miembros. El roerichismo ha influido en otros movimientos y filosofías esotéricas, entre ellas la Nueva era y el Transhumanismo.

## Los maestros y sus enseñanzas
El Roerichismo o Rerikhismo, es un movimiento espiritual y cultural centrado en las enseñanzas transmitidas por Helena y Nikolái Roerich, que extrae las ideas de la teosofía, de las religiones orientales y occidentales y de las tradiciones védicas y budistas, moldeándolas en la cultura rusa, y en el cosmismo ruso.

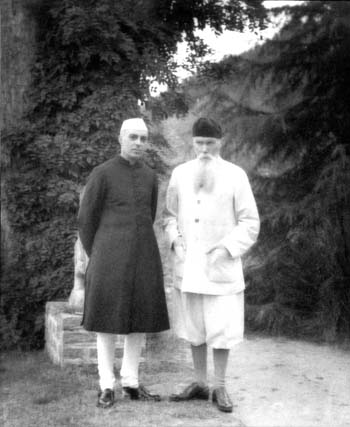
Jawaharlal Nehru y Nikolái Roerich.

### Helena Roerich
Helena Roerich (1879-1955) fue una teósofa, escritora y figura pública rusa. En el siglo XX, en cooperación con los Maestros de Oriente (Maestros de la Sabiduría Antigua), creó una enseñanza filosófica de Ética Viviente(Agni Yoga).
Helena nació en la familia de Ivan Shaposhnikov, un reconocido arquitecto de San Petersburgo. La madre de Helena, perteneció a una antigua familia Golenischev-Kutuzov, que se originó en Novgorod a finales del siglo XIII. Los miembros significativos de esta familia incluían a Mikhail Kutuzov, mariscal de campo del Imperio ruso; Arseny Golenishchev-Kutuzov, poeta de finales del siglo XIX; Ilya Golenishchev-Kutuzov, filólogo, poeta; y Modest Músorgski, conocido compositor. Era una familia nobiliaria que se distinguía no únicamente por su nobleza sino también por sus tradiciones culturales. Helena estaba en frecuente comunicación con los artistas y científicos de la época, tales como Vladímir Béjterev, Aleksandr Blok, Serguéi Diáguilev, Arjip Kuindzhi, Vladímir Soloviov, Ígor Stravinski, y Mijaíl Vrúbel.
En 1901 Helena se casó con Nikolái Roerich. Desde entonces fueron inseparables en el camino de la vida y en el camino espiritual-creativo. Se convirtió en su compañera de armas en todas sus empresas públicas y culturales. La Sociedad de Agni Yoga fue fundada por Nikolái y Helena en 1920 en los Estados Unidos. Es una institución educativa sin fines de lucro incorporada bajo las leyes del Estado de Nueva York. Junto con su marido participó en la heroica expedición Transhimalaya (1924-1928). Después de que la familia Roerich se estableció en el valle del Kullu en el Himachal Pradesh se estableció el Himalayan Institute of the Scientific Studies y su presidente honorario - la fundadora fue Helena Roerich. Los años de vida en la India fueron el momento del trabajo más intenso de Helena. Aquí completó una gran parte de los libros de la serie de Agni Yoga. Se publicaron 14 volúmenes de esa serie. En las portadas de los volúmenes no figura el nombre de la autora, ya que Helena Roerich consideraba que la sabiduría sagrada declarada no puede ser propiedad de la autora. Se consideraba autora únicamente de tres libros. Fueron publicados bajo diferentes seudónimos: Los fundamentos del budismo (1927), Los criptogramas de Oriente (1929), El estandarte del Sergio de Rádonezh (1934). Además, mantuvo una correspondencia muy activa con muchas personas de Europa, Asia y América. Dos volúmenes de sus cartas (Cartas de Helena Roerich), se publicaron en Riga en 1940. Helena también hizo las traducciones. Tradujo al ruso los extractos del libro 'Las Cartas del Mahatma a A.P. Sinnett. (El Cáliz del Oriente) y también dos volúmenes de La Doctrina Secreta de Helena Blavatsky.

### Nikolái Roerich
Nikolái Roerich (1874-1947) fue un pintor, escritor, arqueólogo, teósofo, filósofo y figura pública rusa. Algunas personas lo perciben como un maestro espiritual y gurú.
Estudió en la escuela Karl May]e, en la Academia Imperial de las Artes, y en la Universidad de San Petersburgo de 1893 a 1898, también simultáneamente en la Universidad de Derecho. Escribió: «Desde 1890, vi simbolismos precisos de la moral de su pueblo en las principales direcciones de la filosofía, los monumentos culturales, la literatura y las religiones de la antigua India, China, el Tíbet y la cultura mongola». Durante 42 años Roerich vivió en Rusia, en la India durante 20 años, en Estados Unidos durante 3 años, en Finlandia durante 2 años, en Francia durante 1 año, en Inglaterra durante 1 año, en China durante 2 años, en el Tíbet durante medio año y en Mongolia durante 7-8 meses. Roerich realizó dos giras por Asia Central y Oriental, en 1924 y 1934, y siguiendo sus viajes por las montañas Gobi y Altái e Himalaya de Mongolia, escribió los libros Corazón de Asia y Altái-Himalaya. Un papel importante para que la humanidad coexista pacíficamente, junto con figuras internacionales bien conocidas (Einstein, Tagore), inició el Pacto Roerich durante la Segunda Guerra Mundial con el propósito de proteger los valores culturales mundiales. Las pinturas de Roerich, tan atractivas con sus combinaciones de colores, símbolos asombrosos y secretos, representan ideas ocultas y significados profundos. Roerich, conociendo la leyenda de Buda, recorrió bien las montañas de la India y del Tíbet en busca de la legendaria Shambhala. Los Roerich también son famosos por introducir Shambala en las enseñanzas budistas en los países occidentales.
Jawaharlal Nehru homenajeó a Roerich:

Gran artista, gran erudito y escritor, arqueólogo y explorador, tocó e iluminó tantos aspectos del quehacer humano. La misma cantidad es estupenda -miles de pinturas y cada una de ellas una gran obra de arte. Cuando usted mira estas pinturas, muchas de ellas de los montes Himalaya, parece que capta el espíritu de esas grandes montañas que se han erigido sobre la llanura de la India y que han sido nuestros centinelas durante siglos. Nos recuerdan tanto en nuestra historia, en nuestro pensamiento, en nuestro patrimonio cultural y espiritual, no únicamente de la India del pasado, sino de algo que es permanente y eterno en la India, que no podemos evitar sentir una gran deuda con Nikolái Roerich, que ha consagrado ese espíritu en estos magníficos lienzos.

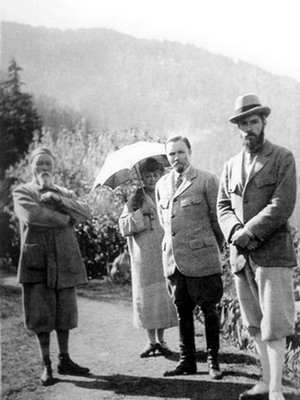
Nikolái, Helena, Yuri, y Svetoslav en el valle de Kullu, India.

### Hijos

#### Yuri  Roerich
En agosto de 1902, su hijo mayor, Yuri, nació en Okúlovka, óblast de Novgorod. Después de terminar sus estudios en la escuela de Karl May, entró en el departamento indio e iraní de Lenguas Orientales en la Universidad de Londres en 1918. Bajo el profesor indólogo Edward Denison Ross estudió sánscrito y pali. Más tarde se convirtió en un científico de renombre mundial, orientalista, y gurú. Yuri es conocido por sus contribuciones a  Dialectología tibetana, su monumental traducción de los Anales Azules, y su diccionario tibetano-ruso-inglés de 11 volúmenes con paralelismos sánscrito. Después de pasar casi 30 años en la India, Yuri regresó a Rusia en 1957. Su retorno y adquisición de la ciudadanía soviética fue valiente, ya que la opinión de la URSS sobre su familia estaba bastante distorsionada. Gracias a su esfuerzo, se levantaron las prohibiciones sobre todo lo relacionado con el reikismo y se conservó el legado de investigación dejado por la familia. La primera de las exposiciones de Nikolái Roerich se organizó en Moscú en 1958, y luego se extendió a Leningrado, Riga, Kiev, Tbilisi, y otras ciudades. Pudo disipar los mitos sobre la filosofía de la familia de Agni Yoga y comenzar un movimiento cultural usando esta filosofía para difundir la «Ética Viviente» en la URSS. George murió el 21 de mayo de 1960, y sus cenizas fueron colocadas en Moscú, en el Cementerio Novodévichi. Svetoslav Roerich es el autor del monumento conmemorativo a este destacado científico ruso.

#### Svetoslav Roerich
El hijo menor, Svetoslav, nació el 23 de octubre de 1904 en San Petersburgo. En 1914-1916 estudió en la Escuela Karl May. Desde 1920 vivió en los Estados Unidos. Svetoslav ingresó en la Universidad de Columbia, en el departamento de arquitectura en el que se graduó con una licenciatura. Desde 1923 fue director del Centro Internacional de Arte "Corona Mundi" de Nueva York, fundado por su padre Nikolái Roerich. En 1928 Svetoslav se trasladó de los Estados Unidos a la India (Darjeeling) con su familia. Estudiando la cultura, el arte y la filosofía de la India, creó muchas pinturas. Junto con los paisajes pintó muchos retratos. Los retratos de Nikolái Roerich, Jawaharlal Nehru y Devika Rani, esposa de Svetoslav, están especialmente remarcados. Uno de los más bellos es un retrato de su madre Helena Roerich, la mujer de excepcional belleza espiritual y física. Svetoslav dirigió el departamento de arte popular y farmacopea en el Instituto de Estudios Himalayos "Urusvati". En 1989 hasta la iniciativa de Svetoslav en la URSS se estableció la Fundación Soviética de los Roerichs en la base de la cual hubo estudios y difusión de las ideas del Agni Yoga. En 1991 concedió a la Fundación los archivos de sus padres y de su hermano mayor que antes se encontraban en la India. El 30 de enero de 1993, Svetoslav murió en Bangalore.

### El Agni Yoga como la base espiritual del roeriquismo

#### Doctrina religiosa
Agni Yoga es una doctrina religiosa transmitida por Helena y Nikolái Roerich desde 1920. Los seguidores de Agni Yoga creen que la enseñanza fue impartida a la familia Roerich y sus asociados por el maestro Morya, el gurú de Helena Roerich y Helena Blavatsky, fundadora de la Sociedad Teosófica. En los dieciséis volúmenes de la Enseñanza de la ética viviente que se han traducido al inglés del original en ruso, así como en las Cartas de Helena Roerich, la enseñanza del Agni Yoga también se conoce como la «Enseñanza de la Ética Viviente», la «Enseñanza de la vida», la «Enseñanza de la luz», o simplemente como la «Enseñanza».
Basándose en el antiguo conocimiento de Oriente y en los logros de la ciencia moderna en Occidente, Agni Yoga se refiere a las peculiaridades de la evolución cósmica de la humanidad y crea un nuevo sistema de su percepción. La «Enseñanza» presta especial atención a las Leyes Cósmicas que determinan el movimiento de los planetas y el crecimiento de las estructuras naturales, el nacimiento de las estrellas, y también el comportamiento humano y el desarrollo del Universo. Los autores de la «Enseñanza» afirman que estas Leyes influyen en los procesos históricos y sociales de la vida humana y que a menos que la humanidad se dé cuenta de esto, la vida no puede ser mejorada. Según el Agni Yoga, el Universo es el inmenso sistema de energía espiritual en el que el hombre juega el papel más importante. La perfección moral, la estricta observancia de las leyes éticas y la comprensión del factor clave de la cultura en el desarrollo de la sociedad humana son principios básicos del desarrollo espiritual e histórico de la humanidad. Es imposible construir un futuro mejor sin respetar el conocimiento y la cultura.
Un hombre, según la «Enseñanza», influye grandemente en los procesos cósmicos. Se presta especial atención a la conciencia del hombre y a la cultura del pensamiento, ya que el pensamiento es energía, capaz de llenar el espacio y afectar a su entorno. Un hombre es directamente responsable de la calidad de sus pensamientos, palabras y acciones, porque no únicamente su salud espiritual y física depende de ellos, sino también de la condición de todo el planeta. Llamando a la gente a vivir de acuerdo con las Leyes Cósmicas, el Agni Yoga abre posibilidades ilimitadas para la transformación espiritual de la vida, la expansión de la conciencia, y la adquisición de altas éticas morales.

#### Sociedad de Agni Yoga

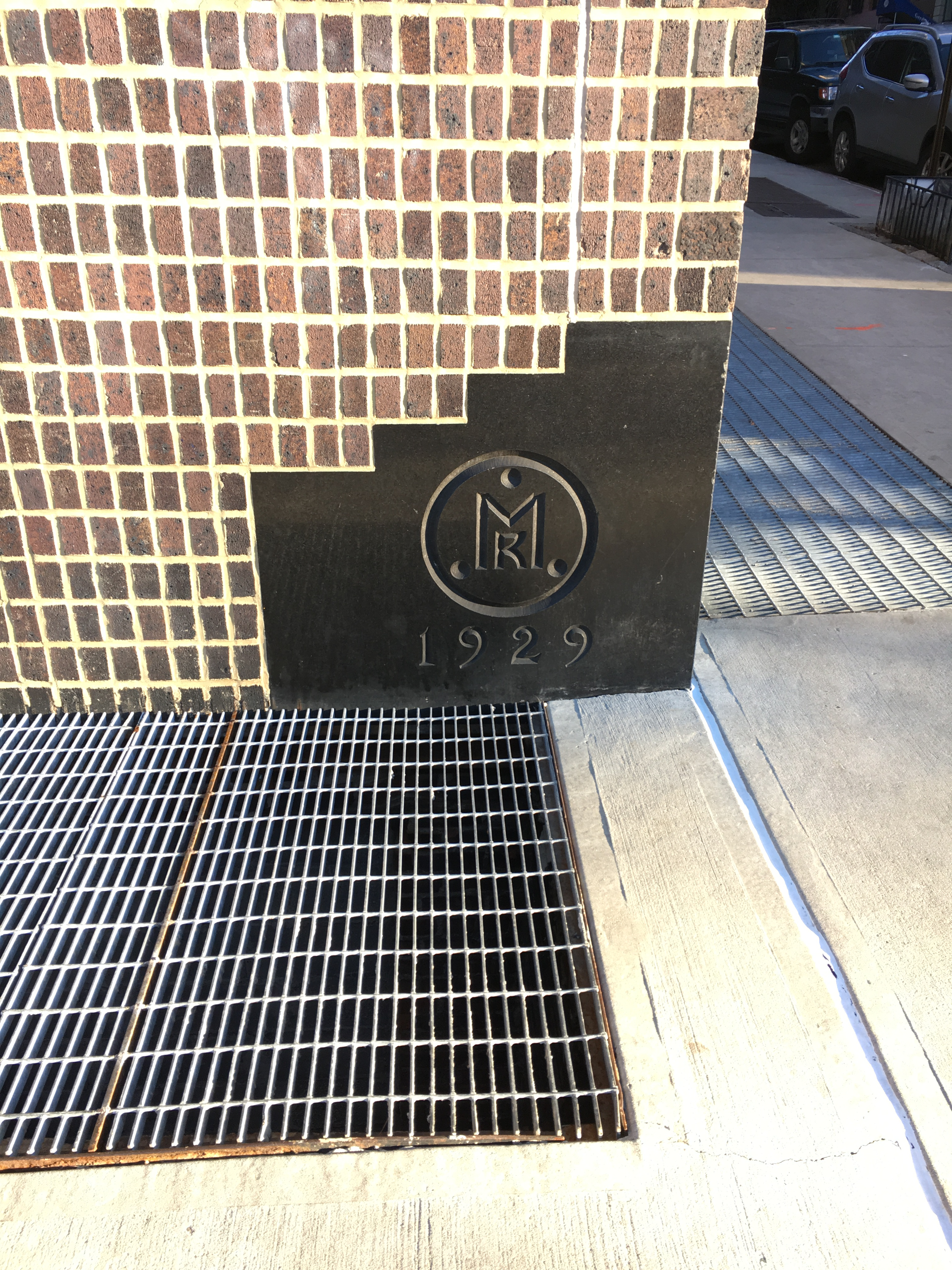
Apartamentos Master (esquina inferior, logo y fecha de grabado). Manhattan, Nueva York.

La «Sociedad de Agni Yoga» fue fundada en 1920 por Helena y Nikolái Roerich. Es una institución educativa sin fines de lucro incorporada en 1946 según las leyes del estado de Nueva York, y está totalmente respaldada por contribuciones voluntarias y cuotas de sus socios. Esta organización estaba ubicada en el edificio «Master Apartments». Los objetivos de la Sociedad están incorporados en la filosofía que le da su nombre, Agni Yoga, tal como figura en los libros de la serie de Agni Yoga publicados por la Sociedad. En ellos se encuentra una síntesis de las antiguas creencias orientales y el pensamiento occidental moderno y un puente entre lo espiritual y lo científico.
A diferencia de los yogas anteriores, el Agni Yoga es un camino no de disciplinas físicas, meditación o ascetismo, sino de práctica en la vida diaria. Es el yoga de la energía ardiente, de la conciencia, del pensamiento responsable y dirigido. Enseña que la evolución de la conciencia planetaria es una necesidad apremiante y que, a través del esfuerzo individual, es una aspiración alcanzable para la humanidad. Afirma la existencia de la Jerarquía de la Luz y el centro del Corazón como el vínculo con la Jerarquía y con los mundos lejanos. Aunque no está sistematizado en un sentido ordinario, el Agni Yoga es una enseñanza que ayuda al estudiante exigente a descubrir guías morales y espirituales para aprender a gobernar su vida y así contribuir al bien común. Por esta razón, el Agni Yoga ha sido llamado una «ética viviente». Hablando sobre el papel del individuo en la evolución espiritual humana, Helena Roerich escribió: «El mayor beneficio que podemos aportar consiste en la ampliación de la conciencia y la mejora y el enriquecimiento de nuestro pensamiento, que, junto con la purificación del corazón, fortalece nuestra Emanaciones. Y así, elevando nuestras vibraciones, restauramos la salud de todo lo que nos rodea».

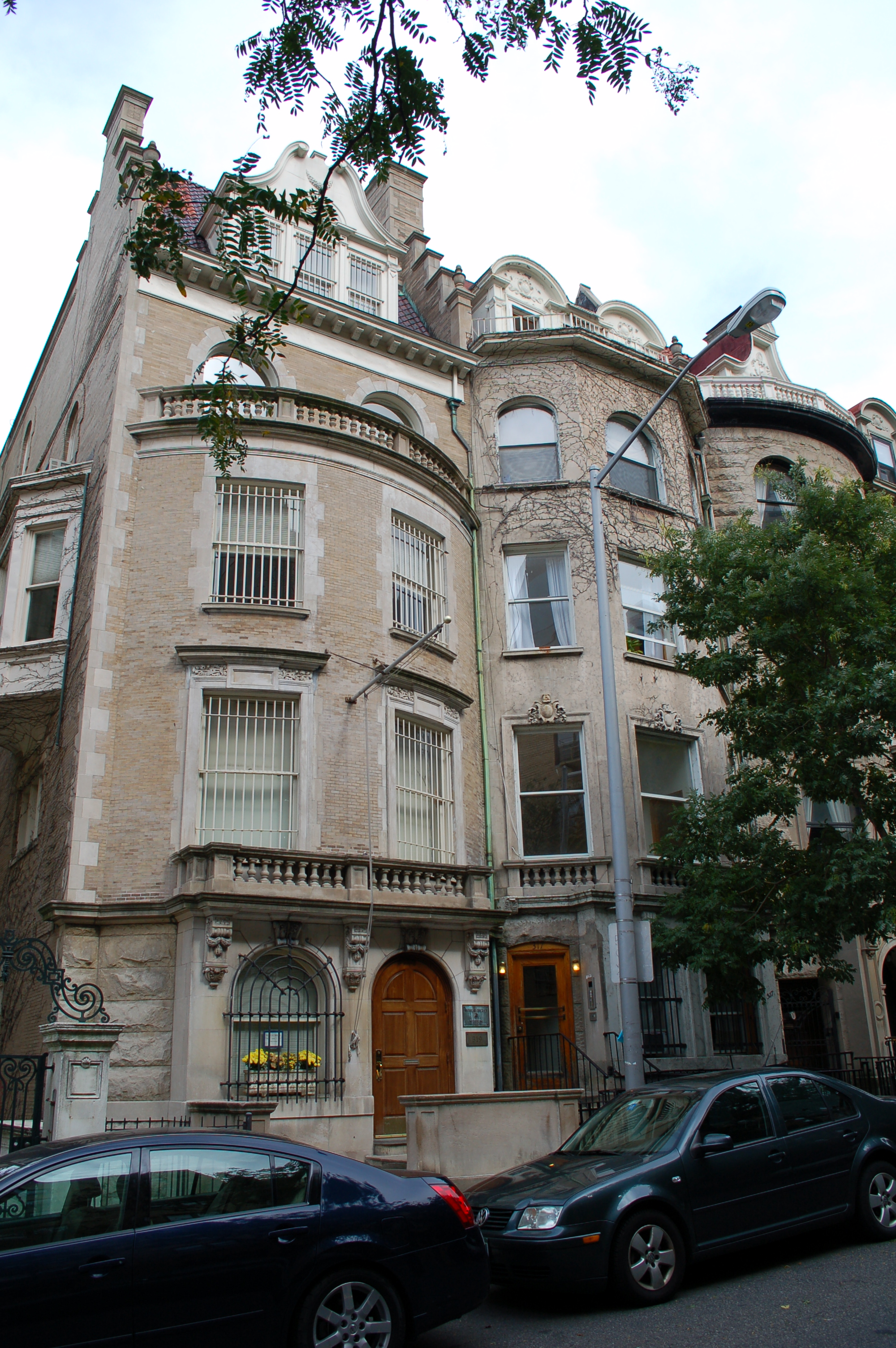
Museo Nikolái Roerich.

### El Master Institute of United Arts y el Museo Nikolái Roerich
El Master Institute of United Arts nació en 1920 como Master School of United Arts. Luchó por sobrevivir hasta que, en 1922, Louis Horch financió su transferencia de un estudio de una única habitación, todo en uno, al 314 West 54th Street, en una mansión que compró en el sitio donde luego se construiría el Edificio Master. Construido originalmente para albergar un museo para Nikolái Roerich, una escuela, un auditorio y un restaurante en un hotel residencial, el edificio fue diseñado por Helmle, Corbett & Harrison y Sugarman & Berger. Fueron atraídos a la búsqueda espiritual en la cual los Roerich estaban comprometidos y participaron en sesiones durante las cuales Helena Roerich recibía instrucciones de Mahātmā Morya y Nikolái Roerich, las grababa en pergaminos de papel que luego se transcribieron en una serie de textos, las Hojas del jardín de Morya, que apareció a continuación, y parece fomentar la construcción de un edificio, como el Edificio Maestro, como un Centro educativo para la iluminación espiritual. El Master Institute se propuso brindar a los estudiantes una educación integral en las artes y también «abrir las puertas a la iluminación espiritual» a través de la cultura.
La mansión donde se encontraba también albergaba el Museo Nikolái Roerich, que contenía muchos de los miles de cuadros que Roerich había creado, y Corona Mundi, que organizaba exposiciones de pinturas de Roerich y de artistas internacionales. El Museo Nicolái Roerich de Nueva York está dedicado a las obras de este maestro, cuya obra se centra en escenas de la naturaleza de Himalaya. El museo está ubicado en una casa de piedra rojiza en el 319 West 107th Street en Manhattan  Upper West Side. El museo estaba originalmente situado en los Apartamentos Maestros en la Calle 103 y Riverside Drive, que fueron construidos especialmente para Roerich en 1929. Actualmente, el museo incluye entre 100 y 200 obras de Roerich, así como una colección de materiales de archivo. El Museo Nikolái Roerich de Nueva York es el mayor centro de actividades relacionadas con Roerich fuera de Rusia.

### Pacto Roerich y Bandera de la Paz
El movimiento Pacto Roerich y Bandera de la Paz, creció rápidamente a principios de los años treinta, con centros en varios países. Hubo tres conferencias internacionales, en Brujas (Bélgica), en Montevideo Uruguay y en Washington D. C. El propio Pacto declaró la necesidad de proteger el producto cultural y la actividad del mundo, tanto durante la guerra como en la paz, y prescribió el método según «Todos los sitios de valor cultural» serían declarados neutrales y protegidos, tal como lo hace la Cruz Roja con los hospitales. De hecho, el Pacto de Roerich a menudo se llamaba «La Cruz Roja de la Cultura»:

AHORA, POR LO TANTO, sea sabido que yo, Franklin D. Roosevelt, Presidente de los Estados Unidos de América, he hecho público dicho Tratado con el fin de que el mismo y cada uno de sus artículos y cláusulas puedan ser observados y cumplidos de buena fe por los Estados Unidos de América y sus ciudadanos.

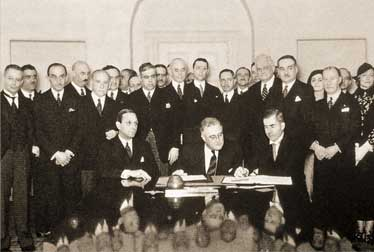
Firma del Pacto Roerich en la Casa Blanca 15 de abril de 1935 (en el centro: FDR).

EN TESTIMONIO DE LO CUAL, he hecho que se adhiera el Sello de los Estados Unidos de América.
HECHO en la ciudad de Washington el veinticinco de octubre de mil novecientos treinta y cinco, y de la Independencia de los Estados Unidos de América el ciento sesenta y nueve.
FRANKLIN D. ROOSEVELT

Por el Presidente: Cordell Hull Secretario de Estado.

Las ideas del Pacto Roerich todavía no se aplican en el derecho internacional, especialmente su principio de la preferencia casi ilimitada de la preservación de los valores culturales frente a la necesidad militar.

### La Asociación Cultural Rusa Americana
La Asociación Cultural Rusa Americana (en ruso: Америка́но-ру́сская культу́рная ассоциа́ция) fue organizada en los Estados Unidos en 1942 para fomentar los lazos culturales entre la Unión Soviética y los Estados Unidos, con Nikolái Roerich como presidente honorario. El primer informe anual del grupo se publicó al año siguiente. El grupo no parece haber durado mucho más allá de la muerte de Nikólai Roerich en 1947.

### Centro Internacional de los Roerich y Museo con el nombre de Nikolái Roerich

International Center of the Roerichs (Vestíbulo de Living Ethics) en 2014.

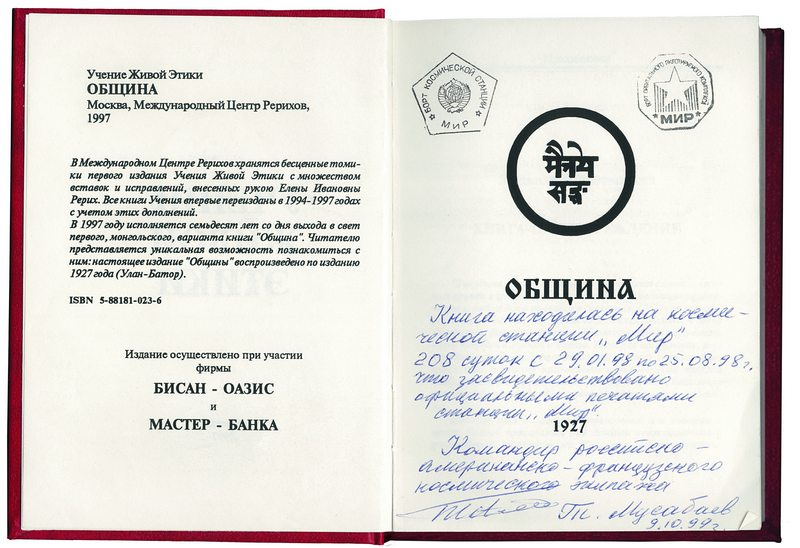
Un libro New Era Community (en ruso: Община), de la «Enseñanza» que estaba a bordo de la Estación espacial "Mir" en 1999.

Centro Internacional de los Roerich (en ruso: Междунаро́дный це́нтр Ре́рихов) es una asociación pública no gubernamental de ciudadanos y asociaciones públicas incorporada sobre la base de sus intereses comunes en la causa del estudio, la preservación y la popularización de la herencia familiar de los Roerich. El Centro es miembro asociado de la Organización no gubernamental bajo el Departamento de Información Pública de las Naciones Unidas.
El museo lleva el nombre de Nikolái Roerich (en ruso: Музе́й и́мени Н. К. Ре́риха Междунаро́дного це́нтра Ре́рихов) comprende el patrimonio cultural de los Roerich que Svetoslav Roerich trasmitió a la Fundación Soviética Roerich —ahora Centro Internacional de los Roerich— en 1990. Lleva en sí misma, una nueva visión cósmica del mundo por la que cada año crece más el interés. El núcleo del Roeriquismo es la filosofía de la realidad cósmica: el Agni Yoga, que desarrolla la idea de una relación estrecha entre el hombre y el Cosmos, contiene conocimientos que ayudan a comprender las características específicas propias de la nueva etapa evolutiva del desarrollo de la humanidad.

## Enseñanza de la vida post-roerichiana
La «Enseñanza de la Vida», que contiene una nueva visión cósmica del mundo, ha desempeñado y sigue desempeñando un papel enorme en la preparación del camino para la evolución espiritual. El movimiento Roerich, como cualquier movimiento social en proceso de formación, tiene sus dificultades y problemas. Algunas organizaciones internacionales y regionales, cuya actividad se basa en las ideas del roeriquismo, surgieron muchos años después de la muerte de todos los miembros de la familia Roerich.

### Organización Mundial de la Cultura de la Salud (WOCH)

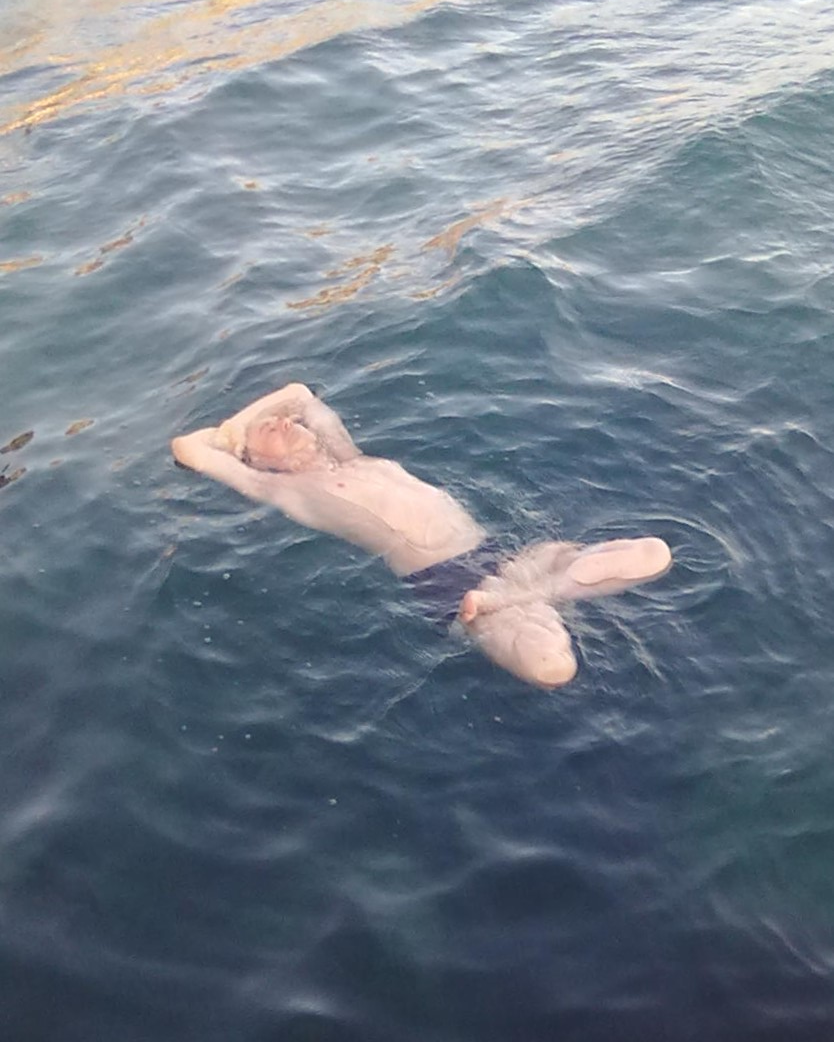
Skumin a la edad de 72 años

La Organización Mundial de la Cultura de la Salud fue fundada en el año 1994. Victor Skumin fue elegido para el puesto de Presidente-fundador de la Organización Mundial de la Cultura de la Salud - Movimiento social internacional «A la salud a través de la cultura» (en ruso: Междунаро́дное обще́ственное Движе́ние «К Здоро́вью че́рез Культу́ру»). La organización funciona de conformidad con las normas de la Oficina del Alto Comisionado de las Naciones Unidas para los Derechos Humanos, registrada por el Ministerio de Justicia de la Federación de Rusia. El elemento clave de una «Cultura de la Salud» es implementar programas de salud innovadores que apoyen un enfoque holístico del bienestar físico, mental y espiritual tanto dentro como fuera del lugar de trabajo.
Esta organización, con el fin de promover las relaciones internacionales, ha establecido un vínculo con el Centro Internacional de Meditación Budista de Katmandú.
En la Iglesia Ortodoxa Rusa las actividades sociales de esta organización internacional se califican como una ideología de la Agni Yoga y Nueva era (NA),

La ideología de Nueva era sirve a filósofos contemporáneos destacados: Gregory Bateson, Ken Wilber, Paul Feyerabend. A gran escala está la creación y el apoyo de organizaciones internacionales, contenidas en la ideología de la Nueva era. En Rusia y en Ucrania, el movimiento internacional «A la salud a través de la cultura», basado en las enseñanzas de Agni Yoga, trabaja y tiene una gran actividad editorial.

La relación entre la doctrina de la cultura de la salud de los Skumin y el roeriquismo también está confirmada por algunos científicos, como Goraschuk V. P., profesor de Járkov National Pedagogical University. En 2004, escribió en su tesis de doctorado sobre la especialidad general pedagogics and history of pedagogics,

Victor Skumin desarrolló los problemas asociados con una cultura de la salud en el contexto de la filosofía de Roerich.

El himno de WOCH («A la salud a través de la cultura») consta de cuatro estrofas. Las letras mayúsculas de cada una de las cuatro estrofas forman la palabra Agni. (Anthem "To Health via Culture." en YouTube.).
Otro himno de Victor Skumin se llama "Urusvati". Helena Roerich era conocida como el Tara Urusvati en Agni Yoga y el Roeriquismo. El himno comienza con la frase: «El fuego del corazón enciende Urusvati, ella enseña al espíritu a despegar sobre las alas de la gracia».
Victor Skumin elaboró sobre las concepciones de la evolución espiritual y propuso (1990) una clasificación de Homo spiritalis. («hombre espiritual»), que consta de ocho subrazas (subespecies) - HS0 Anabiosis spiritalis, HS1 Scientella spiritalis, HS2 Aurora spiritalis, HS3 Ascensus spiritalis, HS4 Vocatus spiritalis, HS5 Illuminatio spiritalis, НS6 Creatio spiritalis, y HS7 Servitus spiritalis.
The Journal of the World Organisation of Culture of Health (″World Health Culture Organization″) tiene su sede en Novocheboksarsk. En 1995, Victor Skumin se convirtió en el primer redactor jefe de la revista To Health via Culture. La revista recibió un Número de International Standard Serial Number (ISSN) 0204-3440. Los temas principales de la revista son la difusión de ideas de la cultura de la salud, la medicina alternativa, el Roeriquismo y el Agni Yoga.
La Organización también tiene su propia casa editorial ("To Health via Culture"), que tiene el derecho de publicar los libros con el «Número Estándar Internacional de Libros» (ISBN).